# Hvězdy jako prach
Hvězdy jako prach (anglicky The Stars, Like Dust) je kniha z pera amerického spisovatele Isaaca Asimova ze Série o Galaktické říši. Vyšla v roce 1951.
Kniha vyšla česky v nakladatelství AF 167 v roce 1995 .
Kniha chronologicky celou sérii začíná, ačkoli byla napsána o rok později než Oblázek na obloze. Děj se odehrává ještě před zformováním Galaktické říše v době, kdy Trantor ještě není příliš významný, není ani zmíněn. Většina povrchu Země je radioaktivní - výsledek děje v knize Roboti a impérium.
Příběh líčí pátrání mladého syna významného rančera ze světů Nebuly (Mlhovina Koňská hlava) Birona Farrilla, jenž je po smrti svého otce vržen do víru událostí plných intrik a konspirace.
Regionální vesmírné impérium čítající planetu Tyrant a 50 světů Nebuly ovládané Tyranty symbolizuje Mongolskou říši, jíž se autor inspiroval (stejně jako v případě Série o Nadaci Římskou říší).
Vládce Tyrantské říše se jmenuje "Velký Khan".

## Námět
Bohatá království Nebuly si podrobili Tyrantové a dusí jejich ekonomický rozvoj. Zakázali technické vědy a vesmírnou navigaci a pilotáž, aby si mohli uchovat dlouhodobou nadvládu. Biron Farrill, syn rančera Widemose studuje na Zemi kosmickou navigaci a řízení, když jedné noci najde ve svém pokoji radiační bombu. Pokoj je zamčený. Stojí za tím Tyrantové?

## Postavy
- Andros - tyrantský major.
- Artemisie z rodu Hinriadů - dcera Hinrika V.
- Autarch z Linganu - diktátor bohatého světa.
- Bironn Farrill - syn rančera Widemose, ústřední postava příběhu.
- Gillbret z rodu Hinriadů - bratranec Hinrika V.
- Hinrik V. - direktor Rhodie.
- Simok Aratap - tyrantský komisař.
- Tedor Rizzett - pobočník autarcha z Linganu.

## Obsah knihy
1. A ložnice si broukala
2. Síť napříč vesmírem
3. Náramkové hodinky
4. Na svobodě
5. Nejistě spočívá hlava
6. Úskoky korunovaných
7. Hudba v mysli
8. Mezi sukněmi
9. Husarský kousek
10. Gillbretův příběh
11. Složité výpočty
12. Autarch přichází
13. Obvinění
14. Autarch odchází
15. Skok
16. Honicí psi
17. Zajíci
18. Smrtící stisk
19. Porážka
20. Smrt přichází
21. Poslední pokus
22. Povstalci

## Děj
Již padesát let vládnou světům království Nebuly (Mlhovina Koňská hlava) Tyrantové. Sice nevládnou krutě, ale brání ekonomickému rozmachu království Nebuly a sbírají nejsladší plody pocházející z porobených planet. Technické vědy a výuka kosmické pilotáže a navigace jsou zakázány.
Rančer Widemos z planety Nefelos - čestný a přímý muž - je členem odboje proti novým vládcům. Odešle svého syna Birona Farrilla na Zemi, jejíž povrch je z velké části radioaktivní, aby zde studoval v království zakázané technické obory a pokusil se nalézt dokument nesmírného významu. Jednoho dne je Biron probuzen Sanderem Jontim a zjistí, že nemůže odejít z pokoje ubytovny. V pokoji nalezne radiační bombu. Jonti jej vysvobodí a sdělí mu, že jeho otec byl zabit a on sám se nachází ve velkém nebezpečí, jdou po něm Tyranti. Odešle jej za direktorem Rhodie Hinrikem V. Syn rančera je zmaten, ničemu nerozumí, ale nakonec Jontimu uvěří a poslechne jej.
Na Rhodii mladý nástupce rančera zažádá o azyl a seznámí se s dcerou direktora Artemisií a s jeho bratrancem Gillbretem. Krásná Artemisie se mu zalíbí a Gillbret je mu nakloněn, sdělí mu několik závažných informací. Není si jist svým bratrancem Hinrikem V. a radí Bironovi uprchnout, přičemž je on i Artemisie ochoten mu pomoci.
Skutečně, direktor Hinrik V. z dynastie Hinriadů na Farrilla povolá tyrantské stráže a Biron Farrill prchá s Artemisií a Gillbretem na ukradené tyrantské lodi Nelítostný do kosmu. Gillbret podle své dávné zkušenosti navrhne cíl cesty: nezávislou planetu Lingan, kde sídlí autarch, jenž by mohl být nakloněn myšlence povstání proti Tyrantům.
Po příletu na Lingan se mladý Farill dočká překvapení, vládce planety autarcha již zná, je jím Jonti. Farrill mu příliš nedůvěřuje, autarch navíc obviní v nepřítomnosti otce Artemisie, rhodijského direktora Hinrika V. z vraždy rančera Widemose. Farrill mu nevěří, ale jeho vztah k Artemisii ochladne. Odmítne letět na linganské lodi a ponechá si tyrantskou. Nicméně se všichni shodnou na společném postupu, je třeba najít povstaleckou planetu, kde Gillbret v minulosti ztroskotal. Výprava odlétá pátrat do mlhoviny Koňská hlava.
Teprve pátá objevená planeta se jeví jako možná planeta povstalců, předchozí čtyři byly neobyvatelné. Nikdo z výpravy netuší, že tyrantské lodě vedené komisařem Simokem Aratapem jsou jim v patách. Biron Farrill vystoupí s lodi a s autarchem jdou instalovat vysílačku. Farrill ví, že to je past. Skutečně, autarch z Linganu - Jonti, jej chce zabít a potvrdí mu i jeho domněnku, že zabil starého rančera. Byl příliš populární - a tedy konkurent. Artemisie zahlédne teleskopem autarchova pobočníka Rizzetta jdoucího za dvojicí mužů a přestože se k ní mladý Biron chová chladně, cítí potřebu jej varovat. Rizzett však též pochopil, že autarch je zrádce a již na lodi mu vyndal energetický zásobník z jeho zbraně. Dojde k souboji a autarch je přemožen.
Na linganské lodi promlouvá Biron Farrill k posádce, které byl předložen záznam rozhovoru a předchozích událostí. Většina mužů je na jeho straně, avšak někteří stále pochybují, byli vychováváni ke slepé důvěře v autarcha - diktátora. V tomto momentě se na svéně objeví tyrantský komisař Aratap se svými vojáky a také s direktorem Hinrikem V. - otcem Artemisie. Schopný komisař věděl o celém spiknutí a nyní požaduje souřadnice planety spiklenců výměnou za beztrestnost. Autarch mu je předá, což rozzuří jeho bývalého pobočníka Rizzetta, jenž se zmocní zbraně jednoho ze strážných a se slovem "Zrádče!" jej usmrtí. Gillbret se vytratí a než je nalezen, stačí provést sabotáž na hyperatomovém motoru. Při prvním hyperprostorovém skoku bude celá kosmická loď zničena a planeta povstalců nebude nalezena. Tuto informaci poví Bironovi, s nímž sdílí celu. Biron je zděšen, k tomu nesmí dojít. Ví, že pokud se tak stane, bude vše ztraceno. Proto informuje komisaře, aby nechal zkontrolovat motory. Aratap tak učiní. Farrill tvrdí, že planeta povstalců neexistuje a souřadnice jsou Tyrantům k ničemu. Aratap nechá po opravě motorů pokračovat v misi ... a nenalezne nic. Farrill měl pravdu, zčásti. Komisař Aratap je nejen velmi inteligentní, ale též velkorysý a propouští zajatce bez trestu. Farrill již na linganské lodi vysvětluje Artemisii a Rizzettovi, proč musel zabránit explozi lodi. Na palubě byl Hinrik V., direktor Rhodie - planety povstalců a jeho smrtí by se hnutí destabilizovalo. Do místnosti vkročí Hinrik V. a jeho slova potvrdí. Navenek působí jako ponížený služebník Tyrantů, aniž by tušili, že stmeluje rostoucí organizaci vyvíjející nové zbraně proti okupantům.

## Poznámka
- v knize je zmíněna tyrantská technologie – vysílač, jenž vyzařuje do hyperprostoru specifický typ zakřivení textury prostoru, která není elektromagnetického původu. Díky tomu lze najít kdekoli ve vesmíru kosmickou loď, která má také na palubě tento vysílač.[3] Popisu zařízení nejblíže odpovídá tzv. hyperrelé.

## Česká vydání
- Hvězdy jako prach, 1. vydání, AF 167 (Brno), 1995, překlad Jindřich Smékal a Zdeněk Blažek, 232 stran, ISBN 80-85384-15-9, brožovaná, autor obálky Karel Soukup, náklad 5 000.
- Hvězdy jako prach, 2. vydání, Triton (edice Trifid č.384) společně s nakladatelstvím Argo (edice Fantastika č. 38), 2013, překlad Jindřich Smékal a Zdeněk Blažek, 248 stran, ISBN 978-80-7387-383-7, vázaná.